# Pretty Ricky
Pretty Ricky es una boy band estadounidense de R&B creada en Miami (estado de Florida). La banda está compuesta por cuatro hermanos: Corey "Slick'em" Mathis, Diamond Blue "Baby Blue" Smith, "Spectacular" Blue Smith, y Marcus "Pleasure" Cooper. Debutaron el 17 de mayo de 2005 con su álbum Bluestars, que contenía el éxito "Grind With Me", con el que se dieron a conocer en todo el país. Los siguientes singles serían "Your Body" y "Nothing But A Number". 
En 2007 sacaron a la venta su segundo disco, Late Night Special, que contiene el éxito "On The Hotline". Fue número 1 en Billboard 200 en su primera semana.

## Premios y nominaciones
- 2005 American Music Award, nominado por Favorite R&B/Hip-Hop Group
- 2005 World Music Award, nominado por World's Best Selling R&B Group y World's Best Selling R&B New Artist
- 2005 Billboard Music Award, nominado por Top Hot Rhythmic Artist of the Year

## Discografía

### Álbumes
- 2005 Bluestars
- 2007: Late Night Special
- 2008: Eighties Babies
- 2009: Pretty Ricky

### Singles
| Año  | Sencillo               | U.S. Hot 100 | U.S. R&B | UK singles | Álbum              |
| ---- | ---------------------- | ------------ | -------- | ---------- | ------------------ |
| 2005 | "Grind With Me"        | 7            | 6        | 26         | Bluestars          |
| 2005 | "Your Body"            | 12           | 22       | 37         | Bluestars          |
| 2006 | "Nothing But A Number" | -            | -        | Bluestars  |                    |
| 2006 | "On the Hotline"       | 12           | 6        | 115        | Late Night Special |
| 2007 | "Push It Baby"         | TBR          | 65       | TBR        | Late Night Special |
| 2007 | "Love Like Honey"      | TBR          | TBR      | TBR        | Late Night Special |